# Racing FC Porto Palmeiras
Racing FC Porto Palmeiras, in einigen Datenbanken unter der Bezeichnung Racing de Veracruz geführt, ist ein am 23. April 2023 gegründeter mexikanischer Fußballverein mit Sitz in der Stadt Boca del Río im Bundesstaat Veracruz. Heimspielstätte des Vereins ist die 1200 Zuschauer fassende Unidad Deportiva Hugo Sánchez in Boca del Río, Veracruz.

## Geschichte
Der Verein entstand aus der Zusammenarbeit der Fußballschule Porto Palmeiras mit der weltweit im Sportbereich agierenden Racing City Group, die unter anderem den ehemaligen argentinischen Fußballspieler Javier Zanetti und den Brasilianer Roberto Carlos für eine Zusammenarbeit gewinnen konnten.
Das erste Spiel der wegen ihrer lila Trikots auch unter der Bezeichnung „El montruo morado“ (Das lila Monster) bekannten Mannschaft in der drittklassigen Serie A der Liga Premier fand am 12. August 2023 statt und endete mit einem 2:1-Auswärtssieg bei den Reboceros de La Piedad. Aus ihren ersten 26 Ligaspielen ging die Mannschaft 20 Mal als Sieger hervor, trennte sich fünfmal unentschieden und verlor nur das „Derbi veracruzano“ gegen den Montañeses FC aus Orizaba.
Am Ende ihrer Eröffnungssaison 2023/24 gewann die Mannschaft die Punktspielrunde der Gruppe 2 vor dem früheren Erstligisten Tampico-Madero FC, gegen den sie jedoch anschließend die Finalspiele um den Gruppensieg verlor und somit das große Saisonfinale gegen Los Cabos United verpasste.
Erfolgreicher war die Mannschaft in der zwei Monate zuvor abgeschlossenen Copa Conecta, die im März 2024 gewonnen wurde.

## Erfolge
- Sieger der Copa Conecta: 2024